# Sigle automobilistiche italiane

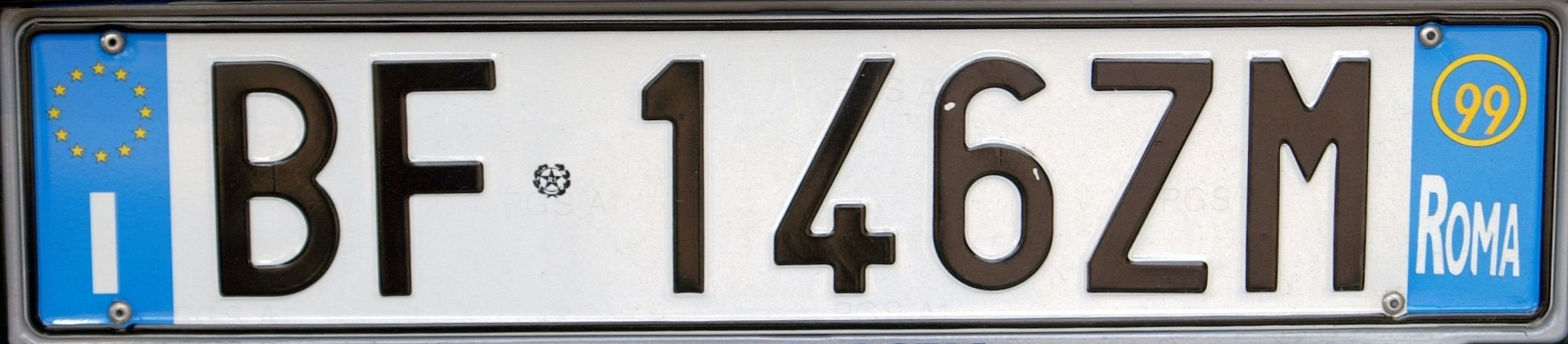
Targa di un veicolo immatricolato nel 1999 nell'ex provincia di Roma (dal 2015 città metropolitana di Roma Capitale), con la "R" maiuscola e le altre lettere in maiuscoletto nella banda blu a destra

Le sigle automobilistiche italiane sono codici di due lettere che identificano le province (o città metropolitane) nelle targhe d'immatricolazione dell'Italia. L'uso della sigla automobilistica, introdotto nel 1927, si è poi diffuso anche in altri settori (soprattutto quello postale, ma poi anche nell'ambito anagrafico e fiscale) per rappresentare la provincia, ad esempio per accompagnare tra parentesi i nomi delle località e specificarne la collocazione geografica. Di solito la sigla corrisponde alle prime due lettere del nome del capoluogo di provincia, oppure, se la sigla è già usata da un'altra provincia, alla prima lettera e a una delle successive; non mancano, tuttavia, le eccezioni.

## Storia

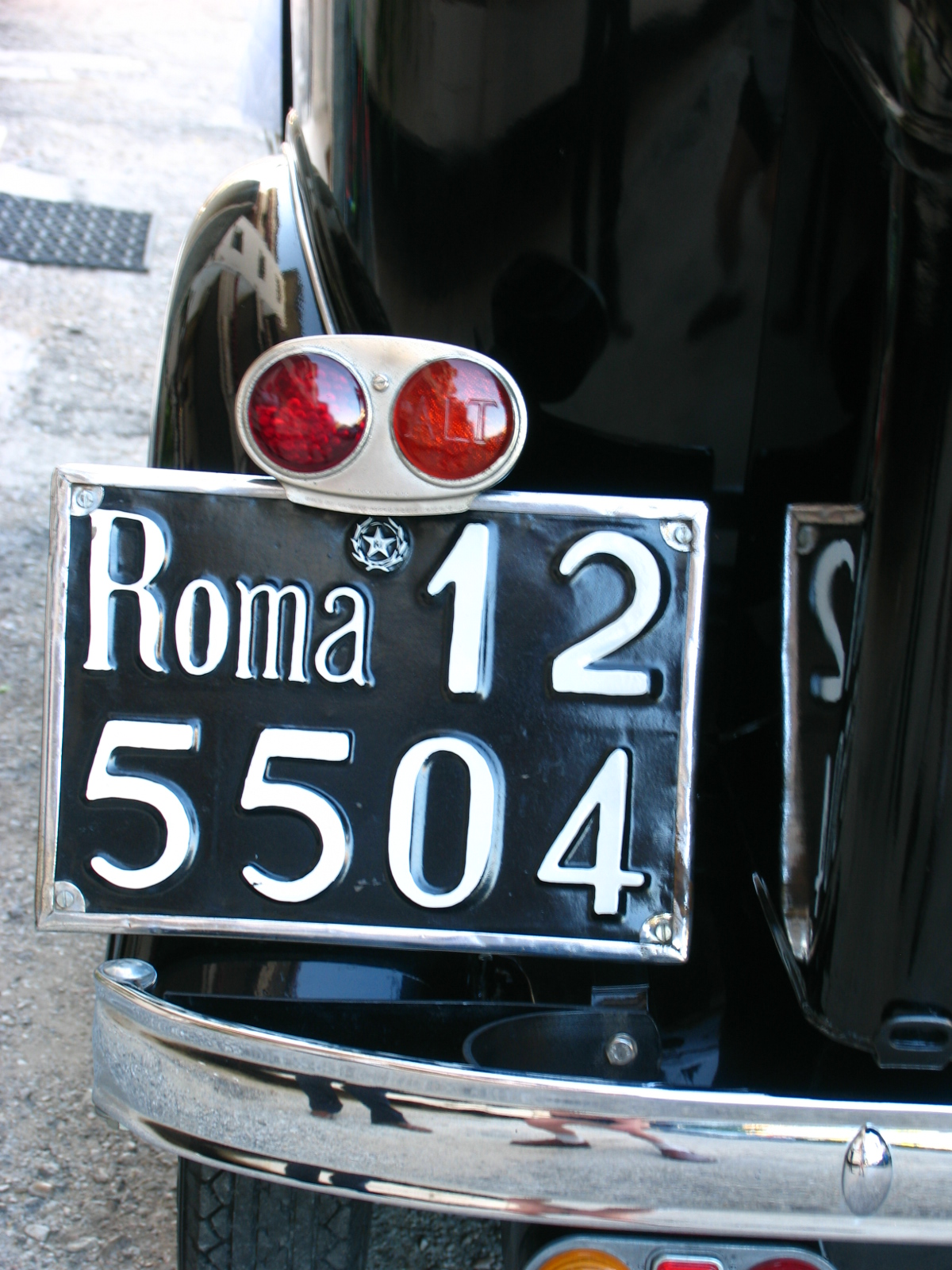
Il nome della provincia di Roma, riportato per esteso nella targa di una Fiat Balilla, con il font Garamond in uso dal 1932 al 30 aprile 1951

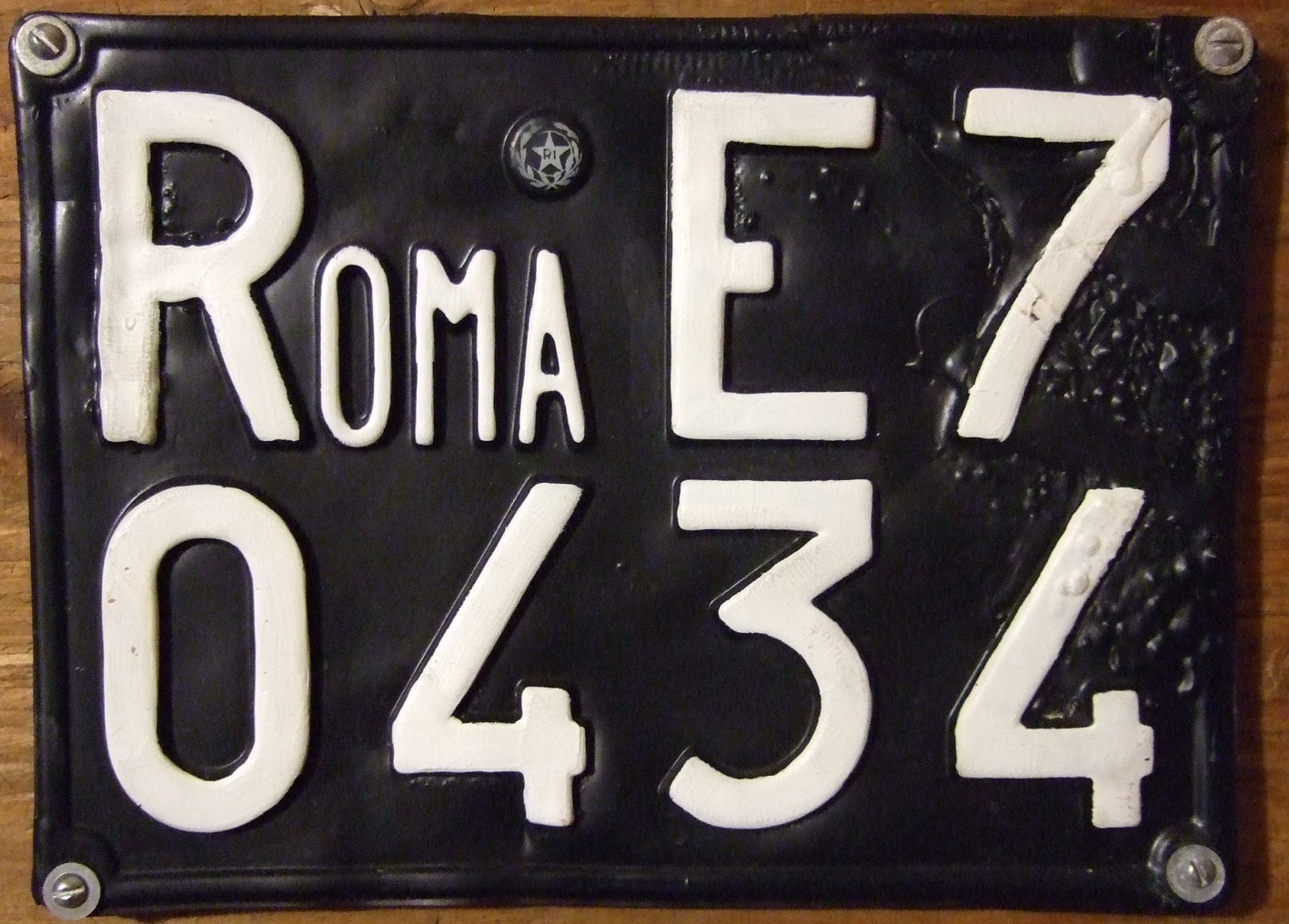
Il nome della provincia di Roma in una targa posteriore col formato utilizzato dal maggio 1951 al 14 marzo 1976

L'uso della sigla automobilistica è cominciato in Italia il 28 febbraio 1927, a seguito della circolare del Ministero dei lavori pubblici n. 3361 (del R.D.L. del 13-3-1927 n. 314 e della legge del 29-12-1927 n. 2730), con cui nasce il nuovo Codice della strada. In precedenza si utilizzava un codice numerico rosso di due cifre identificativo della provincia seguito da un trattino e dal numero progressivo di immatricolazione (che variava da un minimo di una ad un massimo di cinque cifre), entrambi di colore nero. Con la riforma venne sostituito da una coppia di lettere, scelte tra quelle contenute nel nome della città. Unica eccezione fu la provincia di Roma, alla quale, per il fatto di comprendere la capitale dello Stato, venne concesso il privilegio di riportare per intero il nome della città scritto prima in un classico stampatello, poi in maiuscoletto. Solo in seguito s'imporrà la necessità tecnica d'individuare anche per Roma una sigla di due lettere, che sarà "RM", giacché la sigla "RO" era già occupata dalla provincia di Rovigo. Nonostante ciò, essa è stata utilizzata esclusivamente dai filobus e dalle roulotte della Protezione civile, quindi dal 1928 la targa ufficiale della provincia di Roma è "Roma".
Da marzo 1994 l'immatricolazione degli autoveicoli si fonda su un codice alfanumerico nazionale (due lettere + tre cifre progressive + due lettere sugli autoveicoli, due lettere + cinque cifre progressive sui motoveicoli), senza più riferimento diretto e obbligatorio alla provincia d'immatricolazione.
La sigla della provincia è ritornata (in maniera non regolare) sulle targhe italiane nel 1999, quando il doppio campo azzurro ai lati della targa ne è diventato parte integrante: sul lato sinistro sono impresse la bandiera dell'Unione europea e la sigla automobilistica internazionale dell'Italia, "I"; sul lato destro sono riportate in alto le due ultime cifre dell'anno d'immatricolazione del veicolo (inserite in un piccolo cerchio), in basso e facoltativa la sigla tradizionale, a due lettere, della provincia d'immatricolazione. Il colore delle scritte su ambedue le fasce è bianco, ad eccezione dell'anno d'immatricolazione che è giallo, come recita il comma 3 dell'articolo 260 del Codice della strada, modificato dall'articolo 2 del Decreto del Presidente della Repubblica del 4 settembre 1998 n. 355:
La regione autonoma Valle d'Aosta e le province autonome di Trento e Bolzano recano altresì lo stemma gonfaloniero accanto alla sigla "AO", "TN" e "BZ" rispettivamente, scritta in maiuscoletto con la lettera iniziale di dimensioni maggiori (si veda la sezione successiva relativa alle targhe di Aosta, Bolzano e Trento). Per Roma continua a valere la regola del nome completo, scritto in maiuscoletto con l'iniziale "R" di dimensioni maggiori.

## Codici numerici e province corrispondenti nelle targhe emesse dal 1905 al 1927

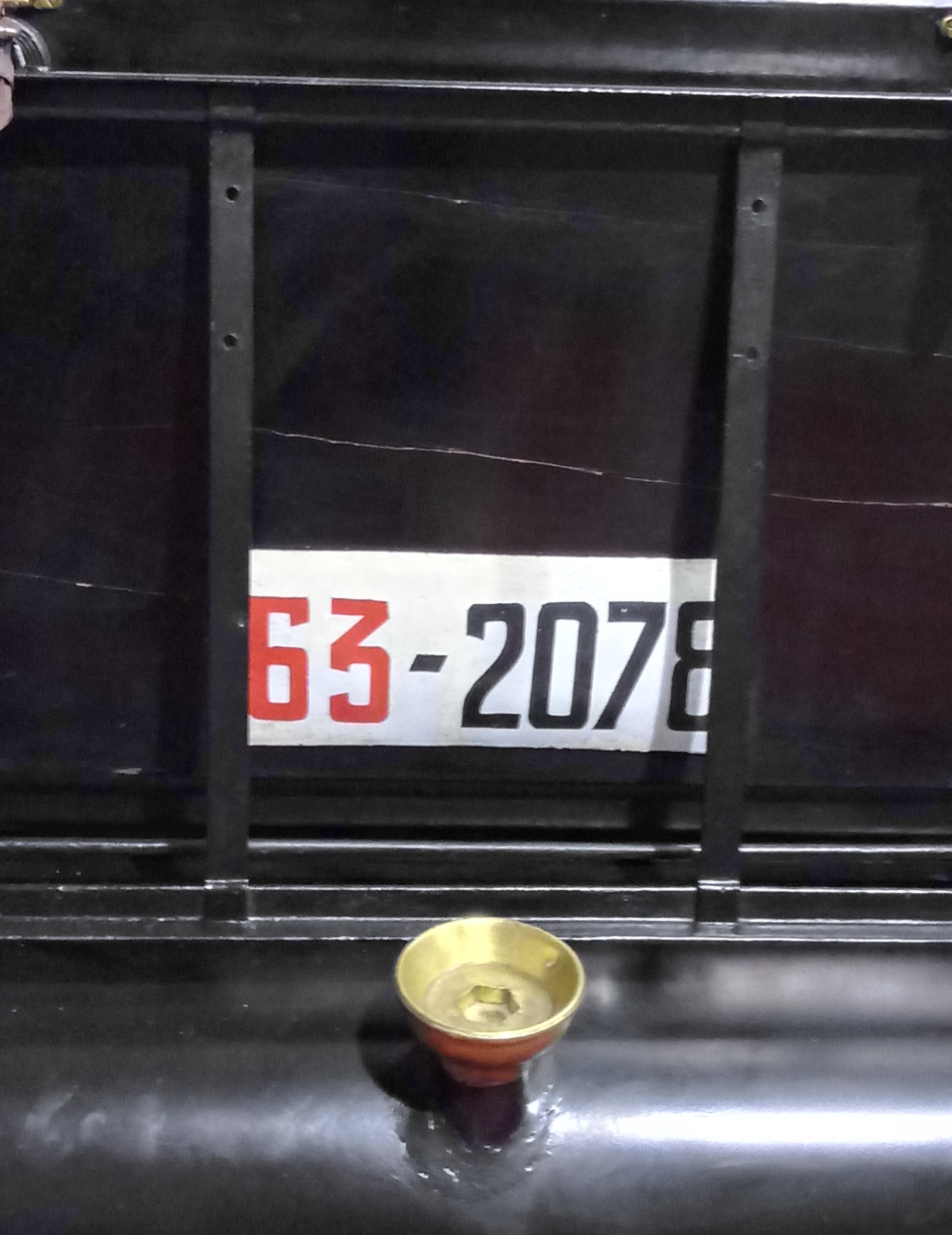
La provincia di Torino identificata dal numero rosso "63" nella targa posteriore di una Fiat 18-24 HP del 1908

| 1  | Alessandria | 2  | Ancona          | 3  | Aquila        |
| 4  | Arezzo      | 5  | Ascoli          | 6  | Avellino      |
| 7  | Bari        | 8  | Belluno         | 9  | Benevento     |
| 10 | Bergamo     | 11 | Bologna         | 12 | Brescia       |
| 13 | Cagliari    | 14 | Caltanissetta   | 15 | Campobasso    |
| 16 | Caserta     | 17 | Catania         | 18 | Catanzaro     |
| 19 | Chieti      | 20 | Como            | 21 | Cosenza       |
| 22 | Cremona     | 23 | Cuneo           | 24 | Ferrara       |
| 25 | Firenze     | 26 | Foggia          | 27 | Forlì         |
| 28 | Genova      | 29 | Girgenti        | 30 | Grosseto      |
| 31 | Lecce       | 32 | Livorno         | 33 | Lucca         |
| 34 | Macerata    | 35 | Mantova         | 36 | Massa         |
| 37 | Messina     | 38 | Milano          | 39 | Modena        |
| 40 | Napoli      | 41 | Novara          | 42 | Padova        |
| 43 | Palermo     | 44 | Parma           | 45 | Pavia         |
| 46 | Perugia     | 47 | Pesaro          | 48 | Piacenza      |
| 49 | Pisa        | 50 | Porto Maurizio  | 51 | Potenza       |
| 52 | Ravenna     | 53 | Reggio Calabria | 54 | Reggio Emilia |
| 55 | Roma        | 56 | Rovigo          | 57 | Salerno       |
| 58 | Sassari     | 59 | Siena           | 60 | Siracusa      |
| 61 | Sondrio     | 62 | Teramo          | 63 | Torino        |
| 64 | Trapani     | 65 | Treviso         | 66 | Udine         |
| 67 | Venezia     | 68 | Verona          | 69 | Vicenza       |
| 70 | Pola        | 71 | La Spezia       | 72 | Ionio         |
| 73 | Trento      | 74 | Trieste         | 75 | Zara          |
| 76 | Carnaro     |    |                 |    |               |

## Sigle delle province e delle città metropolitane dal 1927 ad oggi
In corsivo le sigle non più in uso
- Agrigento – AG, GI[N 7]
- Alessandria – AL
- Ancona – AN
- Aosta – AO
- Arezzo – AR
- Ascoli Piceno – AP
- Asti – AT
- Avellino – AV
- Bari – BA
- Barletta-Andria-Trani – BT (dal 2006)
- Belluno – BL
- Benevento – BN
- Bergamo – BG
- Biella – BI (dal 1994)
- Bologna – BO
- Bolzano – BZ
- Brescia – BS
- Brindisi – BR
- Cagliari – CA
- Caltanissetta – CL
- Campobasso – CB
- Caserta – CE (dal 1945)
- Catania – CT
- Catanzaro – CZ
- Chieti – CH
- Como – CO[N 8]
- Cosenza – CS
- Cremona – CR
- Crotone – KR (dal 1994)[N 9]
- Cuneo – CN, CU[N 10]
- Enna – EN, CG[N 11]
- Fermo – FM (dal 2006)
- Ferrara – FE

- Firenze – FI
- Fiume – FM, FU[N 12]
- Foggia – FG
- Forlì-Cesena – FC, FO[N 13]
- Frosinone – FR
- Gallura Nord-Est Sardegna – OT (introdotta nel 2008 per la provincia di Olbia-Tempio, fu abolita nel 2016 e reintrodotta nel 2025)
- Genova – GE
- Gorizia – GO
- Grosseto – GR
- Imperia – IM
- Isernia – IS (dal 1970)
- L'Aquila – AQ
- La Spezia – SP
- Latina – LT[N 14]
- Lecce – LE
- Lecco – LC (dal 1994)
- Livorno – LI
- Lodi – LO (dal 1994)
- Lucca – LU
- Macerata – MC
- Mantova – MN
- Massa-Carrara – MS, AU[N 15]
- Matera – MT
- Medio Campidano – VS[N 16] (introdotta nel 2008, fu abolita nel 2016 e reintrodotta nel 2025)
- Messina – ME
- Milano – MI

- Modena – MO
- Monza e Brianza – MB (dal 2006)
- Napoli – NA
- Novara – NO
- Nuoro – NU
- Ogliastra – OG (introdotta nel 2008, fu abolita nel 2016 e reintrodotta nel 2025)
- Oristano – OR (dal 1974)
- Padova – PD
- Palermo – PA
- Parma – PR
- Pavia – PV
- Perugia – PG, PU[N 17]
- Pesaro e Urbino PU, PS[N 18]
- Pescara – PE
- Piacenza – PC
- Pisa – PI
- Pistoia – PT
- Pola – PL[N 19]
- Pordenone – PN (dal 1968)[N 20]
- Potenza – PZ
- Prato – PO (dal 1994)
- Ragusa – RG
- Ravenna – RA
- Reggio Calabria – RC
- Reggio Emilia – RE
- Rieti – RI
- Rimini – RN (dal 1994)
- Roma – Roma, RM[N 21]
- Rovigo – RO

- Salerno – SA
- Sassari – SS
- Savona – SV
- Siena – SI
- Siracusa – SR
- Sondrio – SO
- Sud Sardegna – SU (introdotta nel 2017, abolita nel 2025)
- Sulcis Iglesiente – SU (introdotta nel 2025), CI[N 22]
- Taranto – TA
- Teramo – TE
- Terni – TR
- Torino – TO
- Trapani – TP
- Trento – TN
- Treviso – TV
- Trieste – TS[N 23]
- Udine – UD
- Varese – VA
- Venezia – VE
- Verbano-Cusio-Ossola – VB (dal 1994)
- Vercelli – VC
- Verona – VR
- Vibo Valentia – VV (dal 1994)
- Vicenza – VI
- Viterbo – VT
- Zara – ZA[N 19]

## Sigle speciali

### Sigla per l'estero

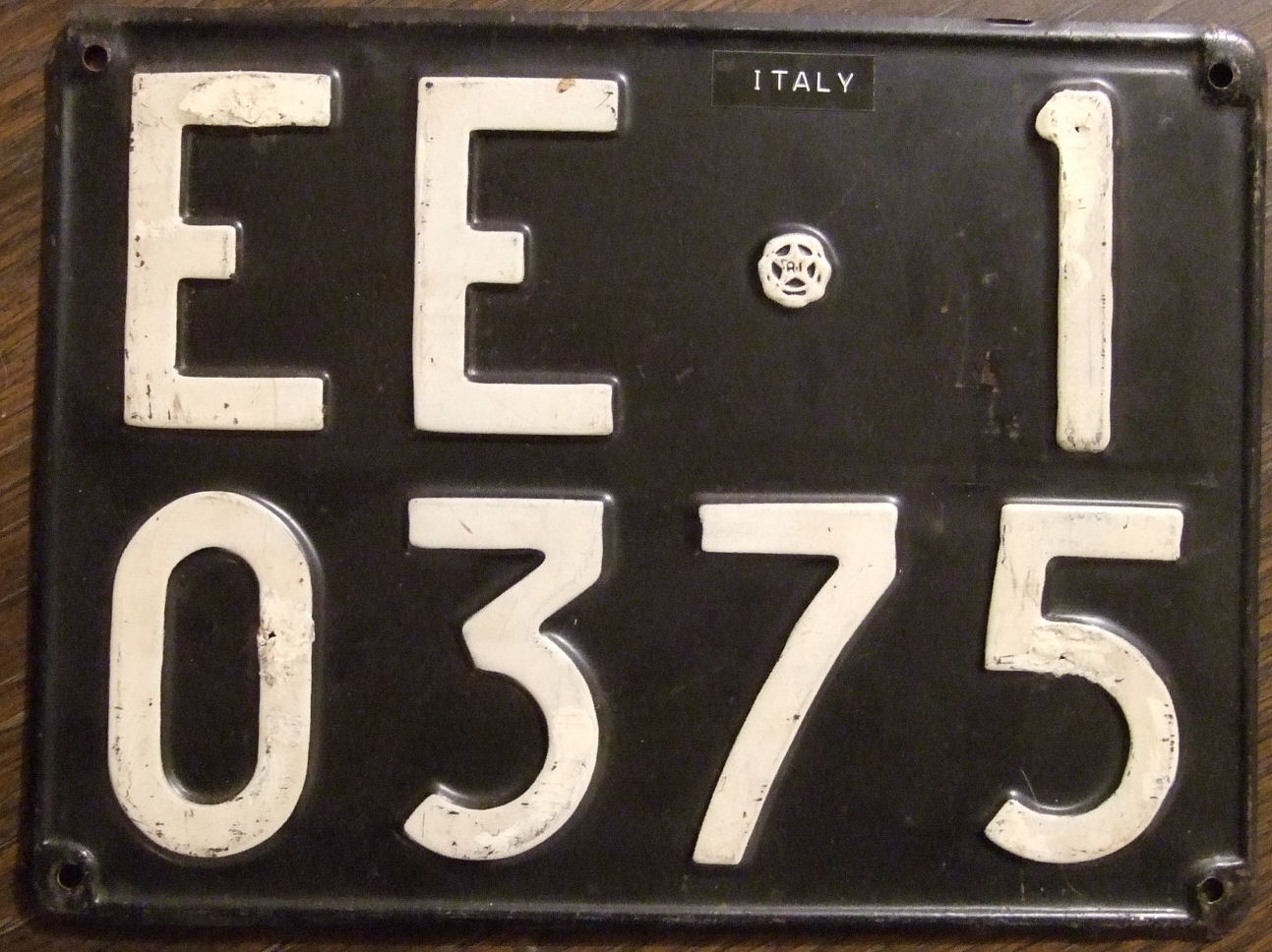
Le lettere "EE" in una targa posteriore con formato utilizzato dal 1951 al 1975

Nei documenti in cui è richiesta l'indicazione della provincia con un'abbreviazione, per i Paesi esteri è stata stabilita la sigla EE (Escursionisti Esteri), introdotta nelle targhe automobilistiche a partire dal 1929, da inserire al posto della provincia. 
Per quanto riguarda l'evoluzione del relativo formato negli anni, vd. Targhe d'immatricolazione dell'Italia – paragrafo "Targhe provvisorie".

### Altri codici speciali attualmente in uso

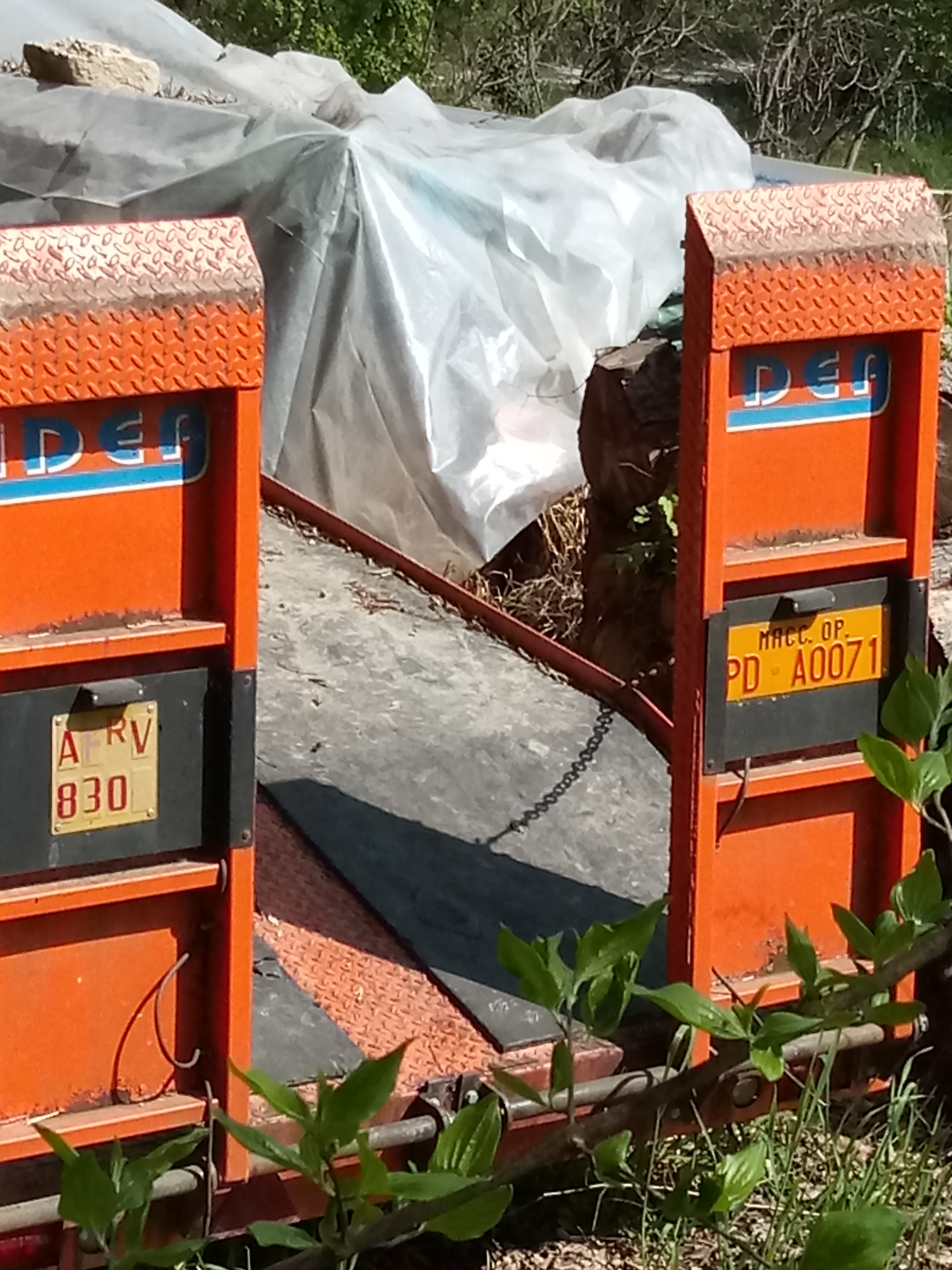
La dicitura "MACC. OP." nella riga superiore della targa di una macchina operatrice trainata da un altro mezzo (a sinistra è posizionata la targa ripetitrice del veicolo trainante)

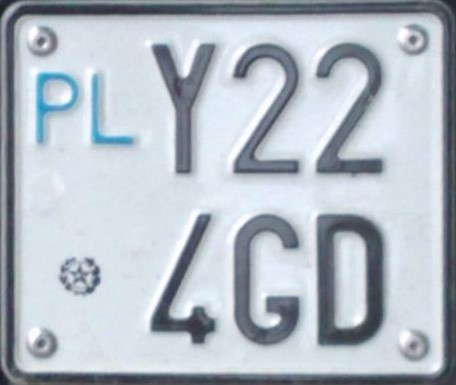
Targa di un ciclomotore della Polizia locale con la sigla "PL" azzurra in alto a sinistra

| AM                    | Aeronautica Militare                                                                                   |
| CC                    | Arma dei Carabinieri                                                                                   |
| CC                    | Corpo consolare                                                                                        |
| CD                    | Corpo diplomatico                                                                                      |
| CF                    | Corpo forestale regionale nelle regioni autonome                                                       |
| CP                    | Capitaneria di Porto - Guardia Costiera                                                                |
| CRI                   | Croce Rossa Italiana                                                                                   |
| DPC                   | Direzione del Dipartimento della protezione civile (solo a Roma)                                       |
| EI                    | Esercito Italiano                                                                                      |
| GdiF                  | Guardia di Finanza                                                                                     |
| MACC. OP., MACC. OP.  | Macchina operatrice trainata da un altro mezzo                                                         |
| MM                    | Marina Militare                                                                                        |
| PC                    | Protezione civile nelle regioni autonome di Friuli Venezia-Giulia, Valle d'Aosta e Trentino-Alto Adige |
| pl                    | Polizia locale (nei soli ciclomotori)                                                                  |
| POLIZIA               | Polizia di Stato                                                                                       |
| polizia locale        | Polizia locale                                                                                         |
| polizia penitenziaria | Corpo di Polizia Penitenziaria                                                                         |
| PTA                   | Personale tecnico-amministrativo di missioni o rappresentanze diplomatiche, impiegati consolari        |
| RIM. AGR.             | Rimorchio agricolo                                                                                     |
| SMOM                  | Sovrano militare ordine di Malta, ossia ACISMOM e raramente CISOM                                      |
| UN                    | Veicoli di servizio delle Nazioni Unite                                                                |
| UNP                   | Veicoli privati del personale delle Nazioni Unite                                                      |
| UNT                   | Veicoli delle Nazioni Unite in transito per l'Italia                                                   |
| VF                    | Corpo nazionale dei Vigili del Fuoco                                                                   |

## Codici militari, ministeriali o di enti stranieri non più utilizzati

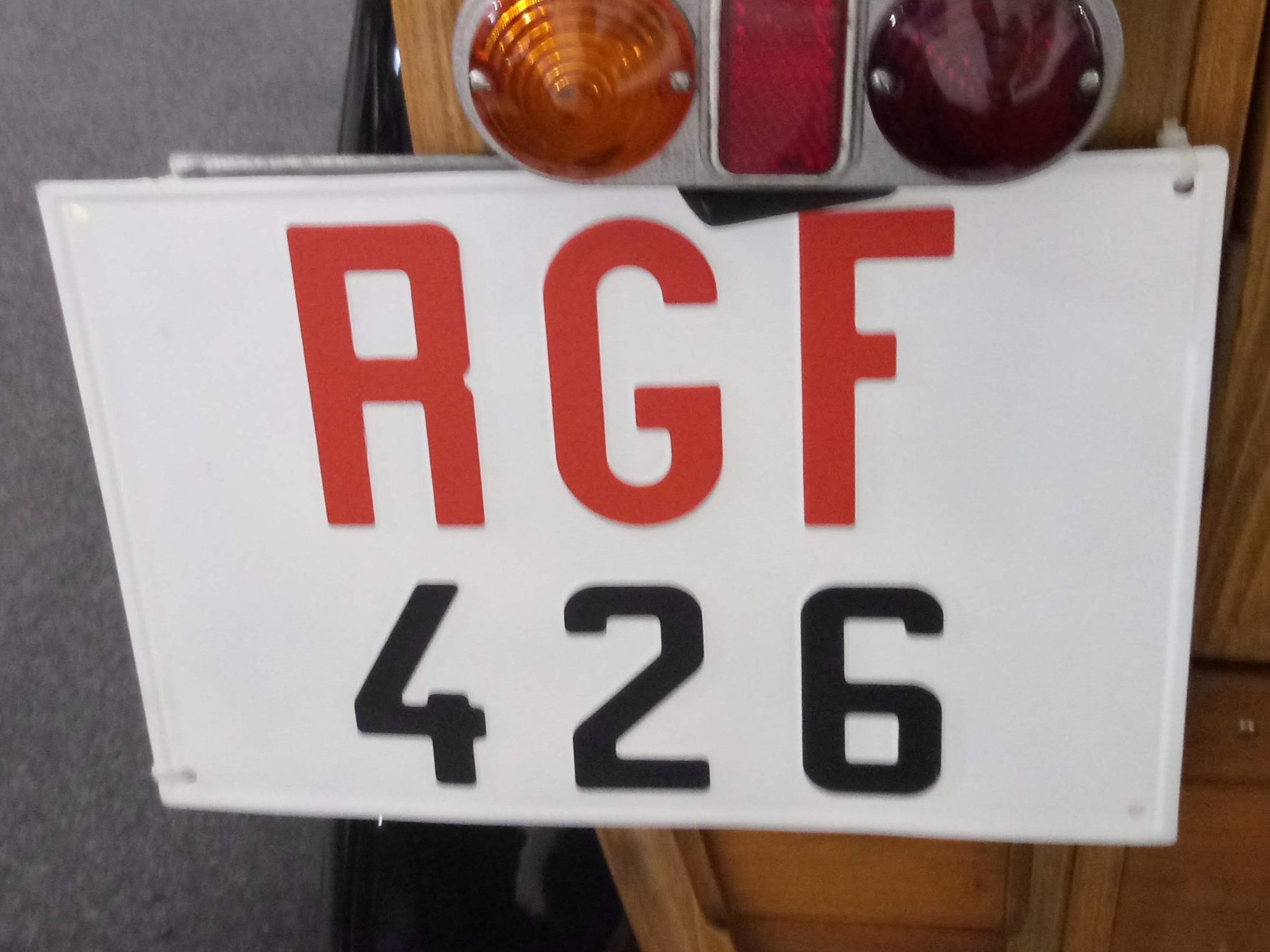
Targa posteriore di un autocarro d'epoca della Regia Guardia di Finanza

| Sigla                               | Corpo / Ente                                                     | Periodo di emissione       |
| ----------------------------------- | ---------------------------------------------------------------- | -------------------------- |
| AdiC                                | Corpo degli agenti di custodia                                   | 1983−1992                  |
| AJDC                                | American Joint Distribution Committee                            | 1945−1949                  |
| AF                                  | Agricoltura e Foreste                                            | Anni '30–ultimi anni '40?  |
| ATV                                 | Artiglieria Truppe Volontarie (Operazioni in Spagna)             | 1937−1938                  |
| BN                                  | Base Nord (Operazioni in Spagna)                                 | 1937−1938                  |
| BS                                  | Base Siviglia (Operazioni in Spagna)                             | 1937−1938                  |
| CC.RR.                              | Carabinieri Reali                                                | 1945−1949                  |
| CFI                                 | Corpo Forestale Italiano                                         | 1945?−1948?                |
| CFS                                 | Corpo Forestale dello Stato                                      | 1948?−31/12/2016           |
| CITES                               | Circolazione Temporanea Enti Stranieri                           | Giugno 1947−primi anni '50 |
| CLN                                 | Comitato di Liberazione Nazionale                                | 1945−1946                  |
| CTV                                 | Comando Truppe Volontarie (Operazioni in Spagna)                 | 1937−1938                  |
| DAL                                 | Divisione d'assalto Littorio (Operazioni in Spagna)              | 1937−1938                  |
| DV                                  | Divisione Volontari del Littorio                                 | 1937−1938                  |
| FAT                                 | Forze Aeree Tedesche in Italia                                   | 1960−ottobre 1968          |
| GE, GE                              | Governo Egeo                                                     | 1924−1943                  |
| M.d.S.                              | Milizia Nazionale della Strada                                   | 1928−1946                  |
| MILFER                              | Milizia Ferroviaria                                              | 1941−1943                  |
| M.M.A.                              | Missioni Militari Alleate (Missione in Alta Slesia)              | 1920−1922                  |
| MNF                                 | Milizia Nazionale Forestale                                      | 1935−1943                  |
| MNFo                                | Milizia Nazionale Forestale                                      | 1932−1935                  |
| MP, MPo                             | Milizia Portuaria                                                | 1941−1943                  |
| MVSN                                | Milizia Volontaria per la Sicurezza Nazionale (Comando generale) | 1941−1943                  |
| polizia pen.                        | Corpo di Polizia Penitenziaria                                   | 1992−2003                  |
| R.A., RA                            | Regia Aeronautica                                                | 1924−ultimi mesi del 1946  |
| RCP                                 | Regie Capitanerie di Porto                                       | 1941†                      |
| RO ETO, R.O E.TO, R.E.              | Regio Esercito                                                   | 1924−ultimi mesi del 1946  |
| R.G.F., RGF                         | Regia Guardia di Finanza                                         | 1935−ultimi mesi del 1946  |
| R.M., RM                            | Regia Marina                                                     | 1924−ultimi mesi del 1946  |
| R.MARINA                            | Regia Marina                                                     | 1924−1928                  |
| S.ZIO M.RE, SER.ZIO MI.RE, S.M., SM | Servizio Militare (per tutte le Armi)                            | 1914−1924                  |
| S.R., SR                            | Servizio Reale                                                   | 1927−ultimi mesi del 1946  |
| UNPA                                | Unione Nazionale Protezione Antiaerea                            | 1940−1945                  |
| UNRRA                               | United Nations Relief and Rehabilitation Administration          | 1945−1948                  |

## Sigle delle ex colonie e province italiane

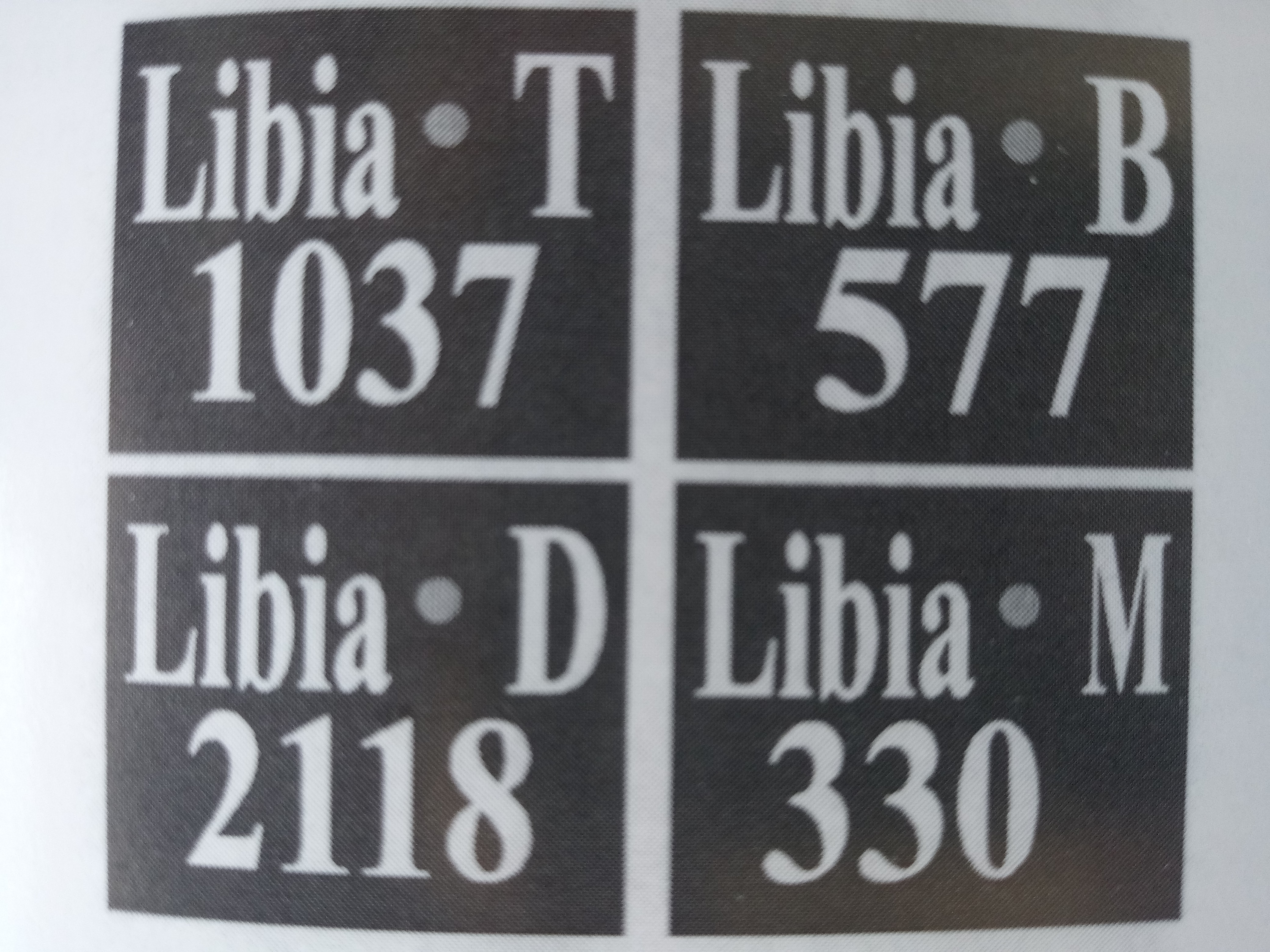
Le sigle delle province di Tripoli (T), Bengasi (B), Derna (D) e Misurata (M) in quattro targhe posteriori del tipo introdotto nel 1937 e cessato nel 1943

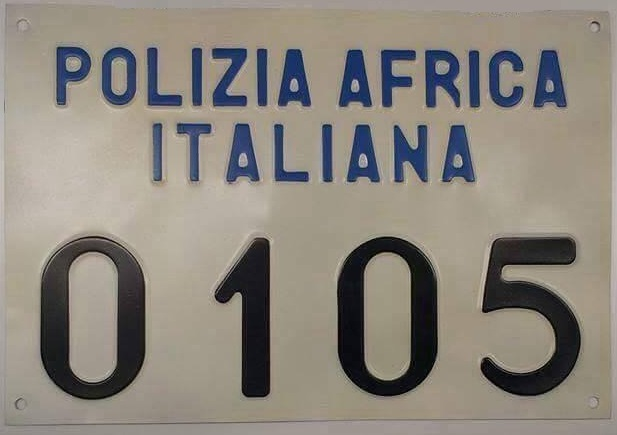
Targa posteriore per autovetture e autocarri della PAI (primo tipo)

| Sigla                                                 | Significato                                                | Periodo di emissione        |
| ----------------------------------------------------- | ---------------------------------------------------------- | --------------------------- |
| AA                                                    | Governatorato di Addis Abeba                               | 1936−novembre 1938          |
| AFIS                                                  | Amministrazione Fiduciaria Italiana della Somalia          | 1950−1960                   |
| AM, AR                                                | Governatorato di Amara (Ahmar)                             | 1936−dicembre 1941          |
| BT                                                    | Provincia di Berat (Berati)                                | 1939−1943                   |
| Cattaro                                               | Provincia di Cattaro                                       | 1941−1943                   |
| CC.RR.TRIPOLI                                         | Carabinieri Reali della Tripolitania                       | 1932?−48                    |
| CNA, CNAICA                                           | Cirenaica                                                  | 1927?−1937                  |
| CO, KO                                                | Provincia di Coriza (Korçë)                                | 1939−1943                   |
| D                                                     | Dalmazia italiana e Zara                                   | 1919−1923                   |
| DU, Dures                                             | Provincia di Durazzo                                       | 1939−1943                   |
| EL                                                    | Provincia di Elbasan (Elbasani)                            | 1939−1943                   |
| ER                                                    | Governatorato dell'Eritrea                                 | 1936−dicembre 1941          |
| ERITREA, Eritrea                                      | Governatorato dell'Eritrea                                 | 1930?−1937                  |
| GC                                                    | Veicoli governativi della Cirenaica                        | Anni '20                    |
| GE                                                    | Governo delle isole italiane dell'Egeo                     | 1924−1943                   |
| GI, Girocaster                                        | Provincia di Argirocastro                                  | 1939−1943                   |
| Governo ER                                            | Governo dell'Eritrea                                       | 1930?−dicembre 1941         |
| GR                                                    | Veicoli governativi di Rodi                                | ?−1927                      |
| GS                                                    | Governatorato di Galla e Sidama                            | 1936−dicembre 1941          |
| GT                                                    | Veicoli governativi della Tripolitania                     | ?−1927                      |
| HA                                                    | Governatorato di Harar                                     | 1936−dicembre 1941          |
| LB                                                    | Provincia di Lubiana                                       | 1941−1943                   |
| LIBIA                                                 | Libia italiana                                             | 1927?−1937                  |
| Libia B                                               | Provincia di Bengasi                                       | 1937−1943                   |
| Libia D                                               | Provincia di Derna                                         | 1937−1943                   |
| LIBIA GOV                                             | Governo della Libia italiana                               | 1937−1943                   |
| Libia M                                               | Provincia di Misurata                                      | 1937−1943                   |
| Libia T                                               | Provincia di Tripoli                                       | 1937−1943                   |
| MA                                                    | Massaua                                                    | 1936−dicembre 1941          |
| MNFAO                                                 | Milizia Nazionale Forestale dell'Africa Orientale Italiana | 1935−dicembre 1941          |
| PAI, polizia africa italiana, polizia africa italiana | Polizia dell'Africa italiana                               | 1939−dicembre 1941          |
| PK                                                    | Provincia di Peshkopi                                      | 1939−1943                   |
| polizia coloniale                                     | Corpo di Polizia Coloniale                                 | 1938−1939                   |
| R, R                                                  | Rodi                                                       | 1912−1935                   |
| RCTC                                                  | Regio Corpo Truppe Coloniali                               | 1937−1943                   |
| RCTL                                                  | Regio Corpo Truppe Libiche                                 | 1914−1937                   |
| RD                                                    | Rodi                                                       | 1935−1943                   |
| Rodi                                                  | Rodi                                                       | 1935−1943                   |
| SC                                                    | Governatorato dello Scioa                                  | Novembre 1938−dicembre 1941 |
| SK                                                    | Provincia di Scutari (Shkodër)                             | 1939−1943                   |
| S.ZIO M.RE C                                          | Servizio Militare truppe coloniali - Cirenaica             | 1914−ultimi anni '30        |
| S.ZIO M.RE SOM, SOMSM                                 | Servizio Militare truppe coloniali - Somalia               | 1914−ultimi anni '30        |
| S.ZIO M.RE T, TSM                                     | Servizio Militare truppe coloniali - Tripolitania          | 1914−ultimi anni '30        |
| SO, SOMALIA                                           | Governatorato della Somalia                                | 1950−1960                   |
| SOM                                                   | Governatorato della Somalia                                | 1936−dicembre 1941          |
| SOMALIA, Somalia, SOM                                 | Governatorato della Somalia                                | 1932−1936                   |
| Spalato                                               | Provincia di Spalato                                       | 1941−1943                   |
| S.R., SR                                              | Servizio Vicereale (Africa Orientale Italiana)             | 1937−dicembre 1941          |
| Tiranë                                                | Provincia di Tirana                                        | 1939−1943                   |
| TRIPOLI                                               | Tripolitania                                               | 1927?−1937                  |
| TRIPOLI GOV                                           | Governo della Tripolitania                                 | 1927?−1937                  |
| VL, Vlore                                             | Provincia di Valona                                        | 1939−1943                   |

## Istituzione di nuove province dagli anni 1960 a oggi

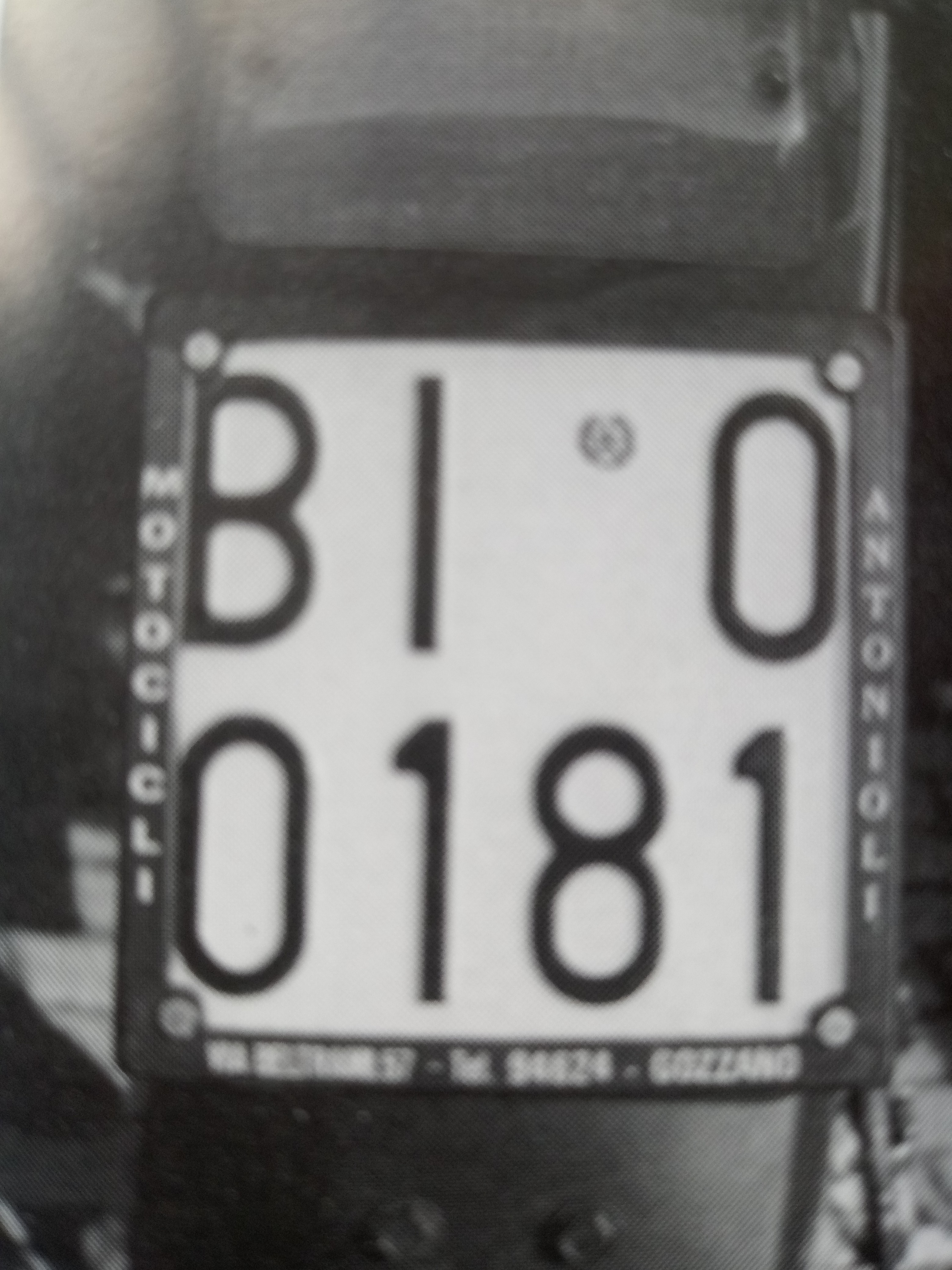
La sigla "BI" (emessa da gennaio a fine febbraio 1994), identificativa della provincia di Biella, nella targa di un motociclo

La distribuzione di targhe con nuove sigle richiede l'emanazione di un apposito decreto del presidente della Repubblica di modifica dell'art. 1 bis dell'appendice XI del titolo III del Regolamento del Codice della strada, riportante appunto l'elenco delle sigle d'individuazione delle province italiane.
- Caserta – CE (1945)

Si tratta dell'unica provincia effettivamente soppressa nella storia italiana, per opera del regime fascista. La sua ricostituzione fu uno dei primi atti dei governi democratici del dopoguerra.
Le province istituite nell'Italia repubblicana sono state, in ordine di tempo:
- Pordenone – PN (1968)
- Isernia – IS (1970)
- Oristano – OR (1974).

Otto nuove province furono approvate dal parlamento nel 1992. Le rispettive targhe furono disponibili per il rilascio nell'imminenza del passaggio alle nuove targhe nazionali, ossia da gennaio o febbraio del 1994:
- Biella – BI
- Crotone – KR
- Lecco – LC
- Lodi – LO

- Prato – PO
- Rimini – RN
- Verbano-Cusio-Ossola – VB
- Vibo Valentia – VV.

Il parlamento approvò nel 2004 l'istituzione di altre tre province, le cui sigle furono formalmente introdotte col D.P.R. n. 133 del 15 febbraio 2006, mentre le targhe furono distribuite a partire dall'estate del 2006:
- in Lombardia: Monza e Brianza (MB)
- nelle Marche: Fermo (FM)
- in Puglia: Barletta-Andria-Trani (BT).

Infine le province di recente istituzione in Sardegna furono operative dal maggio 2005. Le rispettive sigle d'identificazione, già definite dal dicembre del 2006 dal Dipartimento della funzione pubblica della Presidenza del Consiglio dei ministri e dal Ministero dell'economia con la circolare prot. 2006/189860, furono formalizzate col D.P.R. n. 89 del 4 aprile 2008, pubblicato nella Gazzetta ufficiale del 22 maggio 2008:
- Carbonia-Iglesias (CI)
- Medio Campidano (Villacidro-Sanluri) (VS)

- Ogliastra (OG)
- Olbia-Tempio (OT).

Queste province sono state soppresse già in seguito al referendum regionale del 6 maggio 2012, ma lo scioglimento divenne operativo il 4 febbraio 2016 con la legge regionale n. 2, che altresì istituì la città metropolitana di Cagliari e, per scorporo, la provincia del Sud Sardegna:
- Sud Sardegna (SU).

Nel 2025 la provincia del Sud Sardegna è stata soppressa e le quattro province sarde sono state ricostituite, seppure con diverse denominazioni e senza che venisse decretata subito la sigla automobilistica, anche se in tre casi su quattro è stata riciclata quella già precedentemente utilizzata:
- OG identificativa dell'Ogliastra
- OT identificativa della provincia della Gallura Nord-Est Sardegna (già Olbia-Tempio)
- SU identificativa del Sulcis Iglesiente (già Carbonia-Iglesias)
- VS identificativa del Medio Campidano (Villacidro-Sanluri).

## Targhe di Aosta, Bolzano e Trento

Lo scudo con il leone d'argento in campo nero raffigurato nelle targhe automobilistiche della Valle d'Aosta

L'aquila di San Venceslao di Boemia, impressa sulle targhe automobilistiche della provincia autonoma di Trento

L'aquila rossa, impressa sulle targhe automobilistiche della provincia autonoma di Bolzano

La targa di Aosta (sigla: "AO") contiene un simbolo speciale: uno scudo con un leone sulle zampe posteriori, introdotto nel 1947.
Dal 1999 anche le province autonome di Trento (sigla: "TN") e di Bolzano (sigla: "BZ") hanno adottato stemmi speciali: l'aquila nera e "fiammeggiante" di san Venceslao di Boemia per Trento, l'aquila rossa tirolese per Bolzano.
Per la targa di Aosta si tratta dello stemma regionale, mentre per le due province autonome di Trento e di Bolzano si tratta dei rispettivi stemmi provinciali, che sono anche presenti, insieme, nello stemma della regione.

## Sigle provvisorie alfanumeriche usate nelle targhe di transito

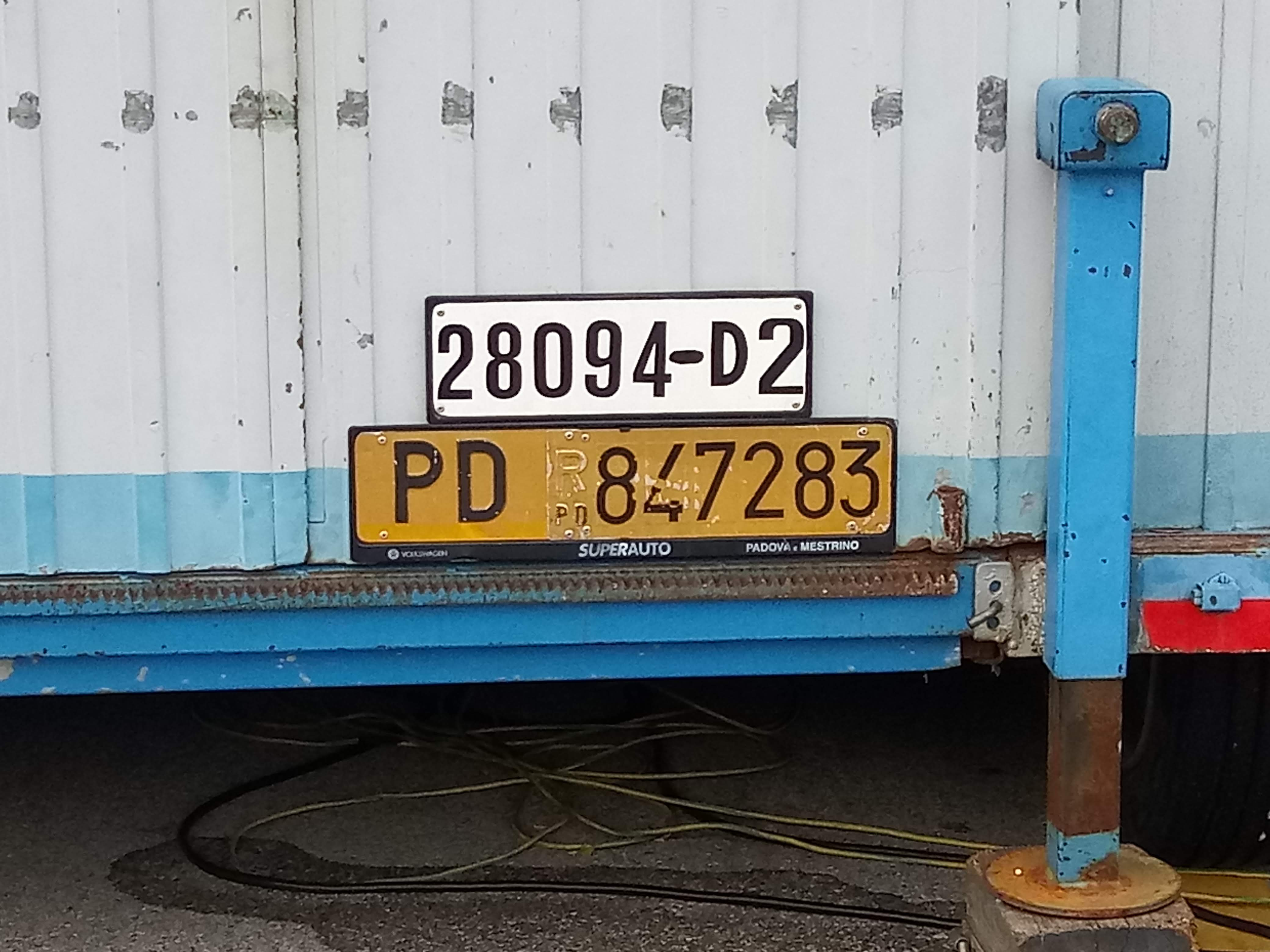
Targa di transito con validità massima di 60 giorni fissata sopra la targa ripetitrice (non più in uso dal 2013) di un rimorchio; D2 = provincia di Padova

Il Codice della strada del 1959 prevede l'emissione di targhe provvisorie di transito da apporre sui veicoli da condurre ai transiti di confine per l'esportazione, a riviste prescritte da autorità militari, a mostre o fiere, nonché sui veicoli che circolano per le operazioni di controllo dell'idoneità tecnica prima di essere immatricolati. Queste targhe sono di cartone ed hanno caratteri neri su sfondo bianco. Il numero a cinque cifre nel formato su un'unica linea segue o raramente precede la sigla alfanumerica, che nelle targhe posteriori su due righe è collocata invariabilmente sulla riga inferiore. Dagli anni 2010 è emesso anche un formato con la grafica attuale, cioè con bande blu alle estremità e su un'unica linea sia per le targhe anteriori che per quelle posteriori, nelle quali il codice alfanumerico è sempre anteposto alla numerazione.
Il rilascio di queste targhe è a cura degli ispettorati compartimentali della Motorizzazione Civile.
Ogni codice alfanumerico elencato nella seguente tabella identifica una provincia o città metropolitana. Le province sarde di recente istituzione non hanno mai avuto, negli otto anni di emissione delle rispettive sigle automobilistiche, un codice alfanumerico per le targhe di transito, che coincideva con quello della provincia di cui facevano parte prima del D.P.R. n. 89 del 4 aprile 2008: Cagliari per Carbonia-Iglesias, Sulcis Iglesiente e Medio Campidano, Nuoro per l'Ogliastra e Sassari per Olbia-Tempio e Gallura Nord-Est Sardegna.
- Agrigento – W1
- Alessandria – A1
- Ancona – O1
- Aosta – A2
- Arezzo – M1
- Ascoli Piceno, Fermo – O2
- Asti – A3
- Avellino – S1
- Bari, Barletta-Andria-Trani – T1
- Belluno – D1
- Benevento – S2
- Bergamo – B1
- Biella – A8
- Bologna – L1
- Bolzano – C1
- Brescia – B2
- Brindisi – T2
- Cagliari, Sud Sardegna – X1
- Caltanissetta – W2
- Campobasso – R1
- Caserta – S3
- Catania – W3
- Catanzaro – V1
- Chieti – R2
- Como – B3

- Cosenza – V2
- Cremona – B4
- Crotone – V4
- Cuneo – A4
- Enna – W4
- Ferrara – L2
- Firenze – M2
- Foggia – T3
- Forlì-Cesena – L3
- Frosinone – P1
- Genova – H1
- Gorizia – E1
- Grosseto – M3
- Imperia – H2
- Isernia – R6
- L'Aquila – R3
- La Spezia – H4
- Latina – P2
- Lecce – T4
- Lecco – B10
- Livorno – M4
- Lodi – B11
- Lucca – M5
- Macerata – O3
- Mantova – B5
- Massa-Carrara – M6
- Matera – S4

- Messina – W5
- Milano, Monza e Brianza – B6
- Modena – L4
- Napoli – S5
- Novara – A5
- Nuoro – X2
- Oristano – X4
- Padova – D2
- Palermo – W6
- Parma – L5
- Pavia – B7
- Perugia – N1
- Pesaro-Urbino – O4
- Pescara – R4
- Piacenza – L6
- Pisa – M7
- Pistoia – M8
- Pordenone – E3
- Potenza – S6
- Prato – M10
- Ragusa – W7
- Ravenna – L7
- Reggio Calabria – V3
- Reggio Emilia – L8
- Rieti – P3
- Rimini – L9

- Roma – P4
- Rovigo – D3
- Salerno – S7
- Sassari – X3
- Savona – H3
- Siena – M9
- Siracusa – W8
- Sondrio – B8
- Taranto – T5
- Teramo – R5
- Terni – N2
- Torino – A6
- Trapani – W9
- Trento – C2
- Treviso – D4
- Trieste – Z (fino al 1994), E4 (dal 1994)
- Udine – E2
- Varese – B9
- Venezia – D5
- Verbano-Cusio-Ossola – A9
- Vercelli – A7
- Verona – D6
- Vibo Valentia – V5
- Vicenza – D7
- Viterbo – P5

### Codici anteriori al 1959
| Sigla 1927-1933 | Sigla 1933-1946 | Sigla 1946-1959 | Circoscrizione territoriale |
| --------------- | --------------- | --------------- | --------------------------- |
| IA              | A               | A               | Circolo di Ancona           |
| IB              | Ba              | Ba              | Circolo di Bari             |
| IC              | Bo              | Bo              | Circolo di Bologna          |
| ID              | Bz              | Bz              | Circolo di Bolzano          |
| IE              | Bs              | Bs              | Circolo di Brescia          |
| IF              | Ca              | Ca              | Circolo di Cagliari         |
| IG              | Cz              | Cz              | Circolo di Catanzaro        |
| IH              | F               | F               | Circolo di Firenze          |
| II              | G               | G               | Circolo di Genova           |
| IL              | M               | M               | Circolo di Milano           |
| IN              | N               | N               | Circolo di Napoli           |
|                 |                 | Pd              | Circolo di Padova           |
| IO              | P               | P               | Circolo di Palermo          |
|                 |                 | Pe              | Circolo di Pescara          |
| IP              | R               | R               | Circolo di Roma             |
| IQ              | To              | To              | Circolo di Torino           |
| IR              | Ts              | Ts              | Circolo di Trieste          |
| IS              | Vr              | Vr              | Circolo di Verona           |
|                 |                 | Ud              | Circolo di Udine            |

### Esplicative
1. ↑  La numerazione comincia con AA 000 AA. Sono previste tutte le lettere dell'alfabeto a esclusione di "I", "O", "Q" e "U". La numerazione da ZA 000 AA a ZZ 999 ZZ è riservata alle targhe di forma quadrata utilizzate principalmente su fuoristrada, SUV o auto d'epoca, che richiedono una targa siffatta per la particolare conformazione della carrozzeria posteriore, la quale non può contenere le targhe di lunghezza ordinaria. La numerazione è disposta su due righe: le prime due lettere sulla riga superiore, le tre cifre e le ultime due lettere su quella inferiore. La numerazione da YA 000 AA a YZ 999 ZZ è riservata ai veicoli delle polizie locali (municipali e provinciali). Dal 20 febbraio 2013 la numerazione su un'unica riga da XA 000 AA a XZ 999 ZZ è riservata ai rimorchi, alle roulotte e ai carrelli appendice.
2. ↑  Oggi Agrigento.
3. ↑  Oggi Imperia, per l'accorpamento amministrativo di Oneglia e Porto Maurizio nel 1923.
4. 1 2 3 4 5  Aggiunta nel 1923.
5. ↑  Aggiunta nel 1923, cambiò nome in "Provincia di Taranto" nel luglio 1951, anche se la sigla TA composta dalle prime lettere del capoluogo fu emessa già dal 1927.
6. ↑  Denominata ufficialmente "Provincia del Carnaro", con capoluogo Fiume, venne aggiunta nel 1924.
7. ↑  Nel 1927 Agrigento si chiamava Girgenti e le fu assegnata la sigla GI, tuttavia lo stesso anno città e provincia assunsero il nome attuale.
8. ↑  Incluso il comune di Campione d'Italia, exclave in territorio svizzero (Canton Ticino).
9. ↑  Essendo già utilizzate per altre province tutte le combinazioni di lettere possibili (CR, CO, CT, CN e CE), per Crotone si è scelto di usare l'antico nome greco della città, Kroton, per ricavarne la sigla.
10. ↑  Nel 1927 a Cuneo fu assegnata la sigla CU, poi modificata nel 1928 in CN (sembra per evitare ironie relative ad assonanze con le parti anatomiche posteriori).
11. ↑  Nel 1927 Enna si chiamava Castrogiovanni e le fu assegnata la sigla CG, tuttavia lo stesso anno città e provincia assunsero il nome attuale.
12. ↑  Nel 1927 a Fiume fu assegnata la sigla FU, modificata nel 1930 in FM, probabilmente per evitare il possibile riferimento alla morte. Dopo la sospensione delle immatricolazioni decisa nel 1943, nel 1945 la provincia ebbe la sigla FTT (sigla in inglese di Free Trieste Territory), che mantenne fino al 1949, anno in cui venne introdotta la sigla di colore rosso H (prima lettera di Hrvatska) in concomitanza con l'annessione alla Jugoslavia, della quale la Repubblica Socialista di Croazia era divenuta parte integrante. Le sigle delle province già appartenute all'Italia non furono inizialmente utilizzate per altre province. Dal 2006 questa regola non è più in vigore, sicché alla provincia di Fermo fu assegnato il vecchio codice di Fiume, FM. Nei documenti amministrativi del Ministero delle finanze, come il tesserino del codice fiscale, è ancora usata la vecchia sigla FU.
13. ↑  La sigla della provincia di Forlì è stata FO fino al 1999, quando venne variata in FC dall'entrata in vigore del Decreto del Presidente della Repubblica del 4 settembre 1998, n. 355.
14. ↑  Già provincia di Littoria fino al 1945. La compatibilità della sigla con la sequenza delle lettere del nuovo nome ne permise il mantenimento.
15. ↑  Nel 1938 Benito Mussolini decise la fusione di Massa e di Carrara nell'unico comune di Apuania, modificando conseguentemente anche la denominazione della provincia. Il nuovo nome fu poi abrogato con la proclamazione della repubblica nel 1946. La sigla MS fu dunque temporaneamente sostituita da AU fra il 1939 e il 1949, pur continuando regolarmente la numerazione dei veicoli: risultarono targate AU le vetture immatricolate nella provincia dalla numero 2712 alla numero 4643.
16. ↑  Facendo seguito a un iniziale utilizzo solo amministrativo della sigla provvisoria MD, per questa provincia si è successivamente scelto di usare le iniziali dei capoluoghi, Villacidro e Sanluri, per ricavarne la sigla VS.
17. ↑  Nel 1927 a Perugia fu assegnata la sigla PU ("Provincia Umbra"), poi modificata nel 1933 in PG per motivi ignoti.
18. ↑  La sigla della provincia di Pesaro e Urbino è stata PS fino al 1999, quando venne variata in PU dall'entrata in vigore del Decreto del Presidente della Repubblica del 4 settembre 1998, n. 355.
19. 1 2  Annessa alla Jugoslavia nel 1947, la città è dal 1991 in Croazia. La sigla è ancora in uso nei documenti amministrativi del Ministero delle finanze.
20. ↑  Nel 1968, quando Pordenone fu promossa a capoluogo di provincia, la sigla automobilistica prevista doveva essere PO; a quel punto però, su commissione del consiglio comunale di Prato, il suo segretario prese il treno e andò a Pordenone, a pregare di cambiare sigla, dato che altrimenti Prato avrebbe perso la possibilità di creare la sigla della provincia con il nome della città capoluogo (tutte le altre sigle possibili erano già state utilizzate: PR per Parma, PA per Palermo, PT per Pistoia, e infine proprio PO per Pordenone); il consiglio comunale di Pordenone accettò, e fu così che la sigla venne cambiata in PN, acronimo di Portus Naonis, l'antico nome latino della città.
21. ↑  La sigla Roma appare sulle targhe automobilistiche, mentre RM viene utilizzata nei filobus, nelle roulotte della Protezione Civile e nei documenti, quando occorre una sigla di due lettere.
22. ↑  (introdotta nel 2008 per la provincia di Carbonia-Iglesias, fu abolita nel 2016)
23. ↑  Dal 1947 al 1954 costituì la Zona A del Territorio Libero di Trieste, che utilizzò la stessa sigla ma emise targhe di colore bianco anziché nero.
24. ↑  Caratteri neri o rossi su fondo giallo; le parole abbreviate sono centrate ed occupano la riga superiore, mentre la serie alfanumerica, di colore rosso, è posizionata sulla riga inferiore. È sempre affiancata dalla targa ripetitrice (anch'essa gialla) del mezzo trainante contrassegnata da una "R" rossa di dimensioni ridotte.
25. ↑  Caratteri rossi su fondo giallo; le parole abbreviate sono centrate ed occupano la linea superiore, mentre la serie alfanumerica, di colore nero, è posizionata sulla linea inferiore. È sempre affiancata dalla targa ripetitrice (anch'essa gialla) del veicolo trainante contrassegnata da una "R" rossa di dimensioni ridotte.
26. ↑  Le targhe SMOM vengono ormai usate quasi esclusivamente dai cavalieri dell'ACISMOM, mentre per il CISOM sono quasi sempre utilizzate le targhe italiane civili.
27. ↑  Divenne "Corpo di polizia penitenziaria" nel 1992, vd. infra.
28. ↑  Le targhe con le sigle ATV, BN, BS, CTV, DAL e DV avevano caratteri ed eventuale bordo di colore giallo su fondo azzurro.
29. ↑  Lettere e cifre nere su fondo arancione.
30. ↑  In https://www.targheitaliane.it si preferisce ritenere che la C, prima lettera di questa sigla, fosse l'iniziale di "Corpo".
31. ↑  In addestramento presso la base di Decimomannu.
32. ↑  Le targhe degli automezzi utilizzati nel corso delle Operazioni in Spagna (1937–1938) avevano la "d" minuscola e il testo giallo su base azzurra.
33. ↑  Ai veicoli di questo Corpo è probabile che venisse assegnata anche la sigla M.Po., manca tuttavia la documentazione che ne attesti l'esistenza.
34. ↑  Anno di approvazione dell'emissione di targhe con questo codice, che però non risulta essere mai avvenuta.
35. ↑  SM 123A = carri armati,
SM 123B = autoblindi,	
SM 123C = trattori d'artiglieria,	
SM 123G = veicoli del Genio,	
SM 123M = altri veicoli speciali,
SM 123T = trattori d'artiglieria,
SM 012 = veicoli requisiti.
36. ↑  Erano di colore rosso anche la T identificativa del Trentino e la sigla VG assegnata ai veicoli della Venezia Giulia immatricolati negli stessi anni.
37. ↑  Differentemente dai casi di Fiume, Pola e Zara, l'appartenenza di tale territorio all'Italia non fu riconosciuto internazionalmente, e l'Italia fu costretta a disconoscere ab initio gli effetti della sua creazione in forza dell'armistizio del 1943 e del trattato di pace del 1947, sicché la sigla LB non è stata più usata nei documenti posteriori.
38. ↑  La dicitura era posposta al numero.
39. ↑  I primi mezzi avevano la scritta per esteso "POLIZIA AFRICA" sulla riga superiore, "ITALIANA" su quella centrale in caratteri blu e le quattro cifre nere sulla linea inferiore, gli stessi colori presenti nelle targhe dei veicoli della Polizia Coloniale (con la dicitura "POLIZIA" nella riga superiore, "COLONIALE" in quella inferiore e la numerazione a destra). Successivamente si passò a colorare sia le cifre sia tutte e tre le parole di rosso. Nel terzo ed ultimo tipo solo la sigla PAI rossa, mentre la numerazione sottostante era nuovamente nera. È infine documentata una targa, probabilmente anteriore, con le tre parole nere e di dimensioni ridotte posizionate ciascuna in una riga diversa e anteposte a quattro cifre anch'esse di colore nero.
40. ↑  Dal 1912 al presumibile 1925 la lettera R, rossa, precede un numero nero e lo sfondo è bianco; dal (probabile) 1925 al 1935 il numero è seguito dal bollo del fascio littorio, dalla lettera R e dalla croce di Malta, i caratteri sono bianchi su sfondo nero.
41. ↑  La sigla è seguita dal bollo del fascio littorio e dalla croce maltese.

### Bibliografiche
1. ↑   Il nuovo Codice della Strada (PDF), su latribuna.it, 9 aprile 2019.
2. ↑  Fonte: Annuario generale 1923-24 del Touring Club Italiano (p. 165, cap. "Patente di abilitazione" e specchietto "Numeri delle targhe d'auto e moto").
3. ↑   Tutte le sigle in Italia – AISTA, su aista.it. URL consultato il 7 febbraio 2021.
4. ↑  L'emissione della sigla corrispondente è stata approvata dal Consiglio dei Ministri il 10 luglio 2017, vd.  Codice della strada, per il Sud Sardegna nasce la targa "SU", su lanuovasardegna.it.